# Dan Beery
Dan Beery, född den 4 januari 1975 i Vincennes, Indiana, är en amerikansk roddare.
Han tog OS-guld i åtta med styrman i samband med de olympiska roddtävlingarna 2004 i Aten.